# Кымджонсан
Кымджонсан (кор. 금정산) — гора на севере города-метрополии Пусана, Республика Корея. Охватывает большую поверхность, которая проходит в район Тоннэгу на юге, район Пукку на западе, район Кымджонгу на востоке, и город Янсан провинции Кёнсан-Намдо на севере. Его наивысшая вершина Коданбон — самый высокий пик в регионе, составляет 801,5 метров на пределе между Пусаном и Янсаном провинции Кёнсан-Намдо.
Кымджонсан — один из самых популярных туристических назначения Пусана, а тысячи людей поднимаются на неё во время выходных. Вершина может быть легко достигнута с помощью канатной дороги в парке Кымган или на автобусе от станции «Ончхонджан» в селении Сансон (кор. 산성마을 бук. «Крепостное селение») на горе.
Сансон-маылль — небольшой квартал, построенный в горной долине, изолированной от окружающего города. Она включает в себя несколько сельскохозяйственных полей и пастбищ для скота на долину сторон. Место хорошо известно своим специализированным блюдом.
Кымджонсансон, самая большая крепость в Корее, и Помоса, один из самых старых буддийских монастырей в стране, находятся на горе Кымджонсан.